# Untergang der Silberflotte (1715)

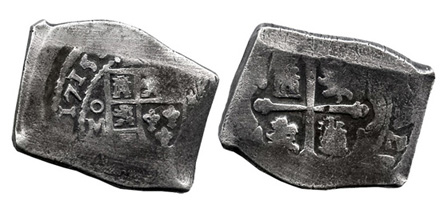
Zwei silberne Achterstücke aus Neu-Mexico, die aus den Wracks der Silberflotte geborgen wurden

Der Untergang der Silberflotte in einem Hurrikan im Juli 1715 vor Florida war ein Schiffsunglück im 18. Jahrhundert. Bei der Katastrophe sanken elf Schiffe einer spanischen Silberflotte, die die Profite aus den spanischen Kolonien in Amerika nach Spanien bringen sollten.

## Geschichte

### Vorgeschichte
Während des Spanischen Erbfolgekriegs war das System der jährlichen Silberflotten, die die Schätze aus den spanischen Kolonien in Amerika nach Spanien brachten, ins Stocken geraten. 1702 hatte eine englisch-holländische Flotte die heimkehrende Silberflotte in der Bucht von Vigo vollständig zerstört. Nach dieser Katastrophe versuchten die Spanier während des Krieges nur noch dreimal, eine Silberflotte zurück nach Spanien zu bringen. Zwei dieser Versuche scheiterten. 1708 wurde die aus Portobelo ausgelaufene Silberflotte vor Cartagena von einem britischen Geschwader angegriffen und verlor mehrere Schiffe, darunter auch das schwer beladene Führungsschiff des Geleitzuges. Bei einem weiteren Versuch im Jahr 1711 zerstörte ein Sturm die Schiffe der Flotte vor der Nordküste von Kuba. Infolge der ausbleibenden Silbertransporte und durch die hohen Kriegskosten stand Spanien gegen Ende des Krieges vor dem Staatsbankrott, während in den spanischen Kolonien erhebliche Schätze angesammelt waren, die auf den Transport nach Spanien warteten. Nach dem Frieden von Utrecht befahl deshalb der spanische König Philipp V. 1713, dass mit der nächsten Silberflotte so viele Schätze wie möglich nach Spanien gebracht werden müssten.

### Reise der Festland-Flotte
Die Festland-Flotte unter Generalkapitän Don Antonio de Echeverz y Zubiza verließ Spanien am 9. Juli 1713 und war nach Cartagena im heutigen Kolumbien gesegelt. Das Geschwader, das aus zwei Kriegsschiffen, zwei Handelsschiffen und einem Versorgungsschiff bestand, hatte Handelsgüter für Cartagena, Portobelo in Panama und Havanna geladen. Nach seiner Ankunft in Cartagena beauftragte Echeverz den Vizekönig von Peru, wie üblich die Schätze aus Peru und Chile nach Portobelo zu bringen, wo sie auf seine Schiffe verladen werden sollten. Angesichts des Verlusts der Silberflotte von 1708, die vor Cartagena von einem englischen Geschwader unter Admiral Wagner zerstört worden war, hatte der Vizekönig die Gold- und Silberschätze jedoch bereits über Land nach Buenos Aires transportieren lassen, von wo sie nach Spanien verschifft worden waren. Somit konnte Echeverz die Schiffe seiner Flotte nur mit wenig Silber aus Cartagena sowie mit privaten Silbertransporten beladen lassen, weshalb sie zusätzlich weitere Fracht wie Tabak und Brasilholz luden. Im September 1714 segelte die Flotte schließlich nach Havanna, wo Echeverz auf die Flotte seines Vorgesetzten Ubilla wartete.

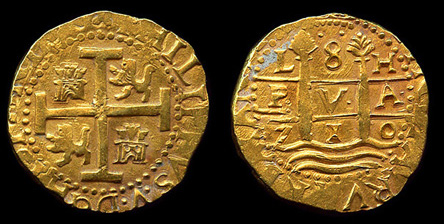
Zwei Escudos aus Lima, die aus den Wracks geborgen wurden

### Reise der Neuspanien-Flotte
Die ursprünglich aus acht Schiffen bestehende Neuspanien-Flotte unter Generalkapitän Don Juan Esteban de Ubilla hatte bereits am 16. September 1712 Spanien verlassen und hatte am 3. Dezember 1712 Veracruz in Mexico erreicht. Dort verzögerte sich jedoch die Weiterfahrt um zwei Jahre. Ein Sturm zerstörte vier Schiffe im Hafen und beschädigte die übrigen, dann musste das Geschwader auf die Ankunft der Maultierkarawane warten, die die Ladung der Manila-Galeone aus Acapulco nach Veracruz brachte. Erst am 4. Mai 1715 segelte Ubilla mit zwei Kriegsschiffen und zwei Begleitschiffen weiter nach Havanna, wo sein Geschwader sich mit der Festland-Flotte vereinte. Dazu verstärkte er sein Geschwader um eine kleine Fregatte. Nach den Ladelisten transportierten die vier Schiffe von Ubilla insgesamt 6.388.020 Silberpesos, zusätzlich Tafelsilber, Schmuck und eine geringe Anzahl Goldmünzen. Die Weiterfahrt verzögerte sich jedoch weiter, da zahlreiche Kaufleute beim Gouverneur intrigierten, um ebenfalls ihre Fracht mit der Silberflotte transportieren zu lassen. Schließlich musste Ubilla noch auf Schmuck warten, der für die Prinzessin von Parma, die neue Gemahlin von König Philipp V., bestimmt war.

### Aufbruch der vereinten Silberflotte
Erst am 24. Juli, als die gefürchtete Hurrikansaison schon begonnen hatte, konnte die Flotte Havanna verlassen. Das Flaggschiff Ubillas war das Linienschiff Nuestra Señora de la Concepcion, während Echeverz auf der Nuestra Señora del Carmen y San Antonio, der ehemals englischen Hampton Court, einem 1707 von den Franzosen eroberten englischen Linienschiff mit 70 Kanonen, den Schluss der Flotte bildete. Neben diesen beiden Kriegsschiffen bestand die Flotte aus zwei weiteren Kriegs- und vier schwer beladenen Begleitschiffen sowie zwei Pataches genannten Versorgungsschiffen. Dazu schloss sich das französische Kriegsschiff  Grifon unter Kapitän Antonio Daire, das mit über 48.000 für Frankreich bestimmten Silberpesos beladen war, der Flotte an. Die Schiffe verließen Havanna bei ruhigem Wetter und segelten, angetrieben durch günstige Winde und dem Golfstrom, bei gutem Wetter durch die Florida-Straße.

### Untergang im Hurrikan

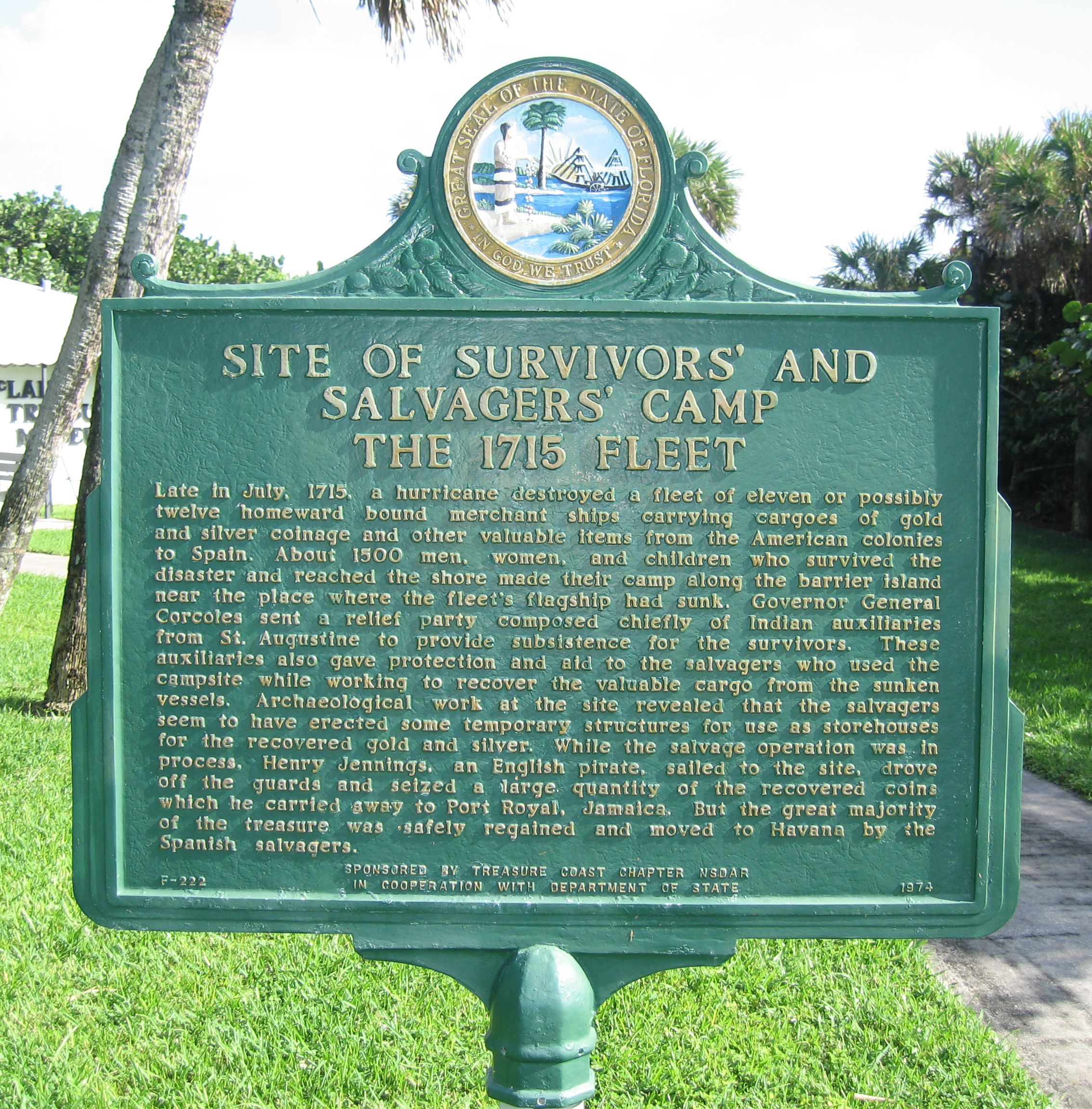
Historical Marker an der Stelle des Lagers der Rettungs- und Bergungsmannschaften

Bereits am 29. Juli kündigte stärkerer Seegang einen Sturm an. Südöstlich von Kuba hatte sich ein Hurrikan gebildet, der nach Norden wanderte. Am 30. Juli änderte der Sturm seinen Kurs und lief nun nach Westen genau auf die Silberflotte zu, die entlang der Ostküste von Florida nach Norden segelte. Ubilla versuchte noch, seine Flotte in den Wind zu drehen, um der drohenden Strandung zu entgehen, doch in der Nacht vom 30. zum 31. Juli wurde die Flotte südlich des Cape Canaveral vom Sturm getroffen. Zwei Schiffe versanken im Meer, während die beiden schweren Kriegsschiffe am frühen Morgen vor den der Küste vorgelagerten Korallenriffen zerschellten, wobei neben Ubilla und Echeverz jeweils fast die gesamte Besatzung ums Leben kam. Die anderen Schiffe wurden gegen die Sandbänke getrieben und strandeten schließlich.
Nur das französische Schiff Grifon entging dem Untergang, da sein Kapitän das Schiff weiter nach Nordosten mitten in den Sturm gesteuert hatte. Das Schiff überstand den Sturm und konnte schließlich am 31. August Brest erreichen, ohne dass dem Kapitän bewusst war, dass sein Schiff als einziges der Silberflotte dem Untergang entgangen war.

### Rettung der Überlebenden und erste Bergung der Schätze
Über 1000 Matrosen, Soldaten und Passagiere starben bei der Katastrophe. Etwa 1500 Überlebende konnten sich an die von Sümpfen und Urwald bedeckte Küste retten, wo sie sich weit entfernt von der nächsten europäischen Siedlung befanden, so dass viele noch an Verletzungen, Entkräftung, Hunger und Durst starben. Nachdem der ranghöchste Überlebende, Admiral Don Francisco Salmon feststellen musste, dass scheinbar kein Schiff dem Untergang entkommen war, schickte er Kapitän Sebastian Mendez mit einem Beiboot zur 190 km nördlich gelegenen spanischen Siedlung St. Augustine, um Hilfe zu holen. Zusätzlich sandte er am 6. August den Lotsen Nicolas de India mit 18 Mann auf einem weiteren Beiboot nach Kuba. Das kleine Boot erreichte tatsächlich nach zehn Tagen Havanna, von wo der Gouverneur Vicente de Raja unverzüglich eine Bergungs- und Rettungsexpedition mit einem Schiff und sieben Sloops nach Florida sandte. Kapitän Mendez erreichte nach drei Tagen ebenfalls sein Ziel, so dass kurz darauf auch Hilfe aus St. Augustin die Unglücksstelle erreichte. Die Spanier begannen unverzüglich mit der Bergung der versunkenen Schätze. Unter anderem mit Hilfe von indianischen Tauchern konnten sie bis Ende Dezember 1715 aus den gesunkenen Schiffen Gold und Silber im Wert von 5,2 Mio. Pesos bergen und zurück nach Havanna bringen. Im August 1716 erreichten schließlich die ersten Teile des geretteten Schatzes Cádiz.
Die Nachricht von der gesunkenen Schatzflotte verbreitete sich rasch, so dass auch Piraten und Freibeuter vor Ostflorida aufkreuzten. Anfang Januar 1716 überfielen die Piraten Henry Jennings und John Wills mit zwei kleinen Schaluppen und 300 Mann das spanische Lager Palmar de Ays, nahmen die etwa 60 Verteidiger ohne Gegenwehr gefangen und konnten 120.000, nach anderen Angaben sogar 350.000 Silberpesos erbeuten. Trotz dieser Angriffe setzten die Spanier die Schatzsuche fort und konnten noch weitere Reste der Gold- und Silberschätze bergen, ehe sie die Suche im Juli 1716 einstellten. Offiziell konnte nur Gold und Silber im Wert von 1.244.900 Pesos nicht geborgen werden, doch moderne Forscher vermuten, dass aufgrund des damals weitverbreiteten Schmuggels von Silber und vor allem von Gold auf den Silberflotten Schätze im Wert von etwa 2,2 Mio. Pesos nicht gefunden wurden. Nach heutigem Wert waren diese Schätze etwa 550 Mio. US-Dollar wert. Noch bis etwa 1718 suchten Piraten und Plünderer nach weiteren Schätzen, ehe die Wracks vor der damals noch von Europäern weitgehend unbesiedelten Küste von Florida in Vergessenheit gerieten.

## Wiederentdeckung der Schatzflotte

### Funde bis 1960
Zu Beginn des 19. Jahrhunderts fand ein Landvermesser mehrere Hundert Gold- und Silbermünzen an einer Bucht nahe Fort Pierce Inlet. 1928 wurde vor Fort Pierce das Wrack des Begleitschiffs Urca de Lima entdeckt. Anfang der 1940er Jahre wurden südlich von Sebastian Artefakte aus der spanischen Kolonialzeit gefunden, doch der Entdecker, der Amateurhistoriker Charles D. Higgs hielt sie für Überreste eines Kolonialisierungsversuchs oder für ein Piratenlager und brachte die Funde nicht mit der versunkenen Silberflotte in Zusammenhang.

### Beginn der systematischen Schatzsuche

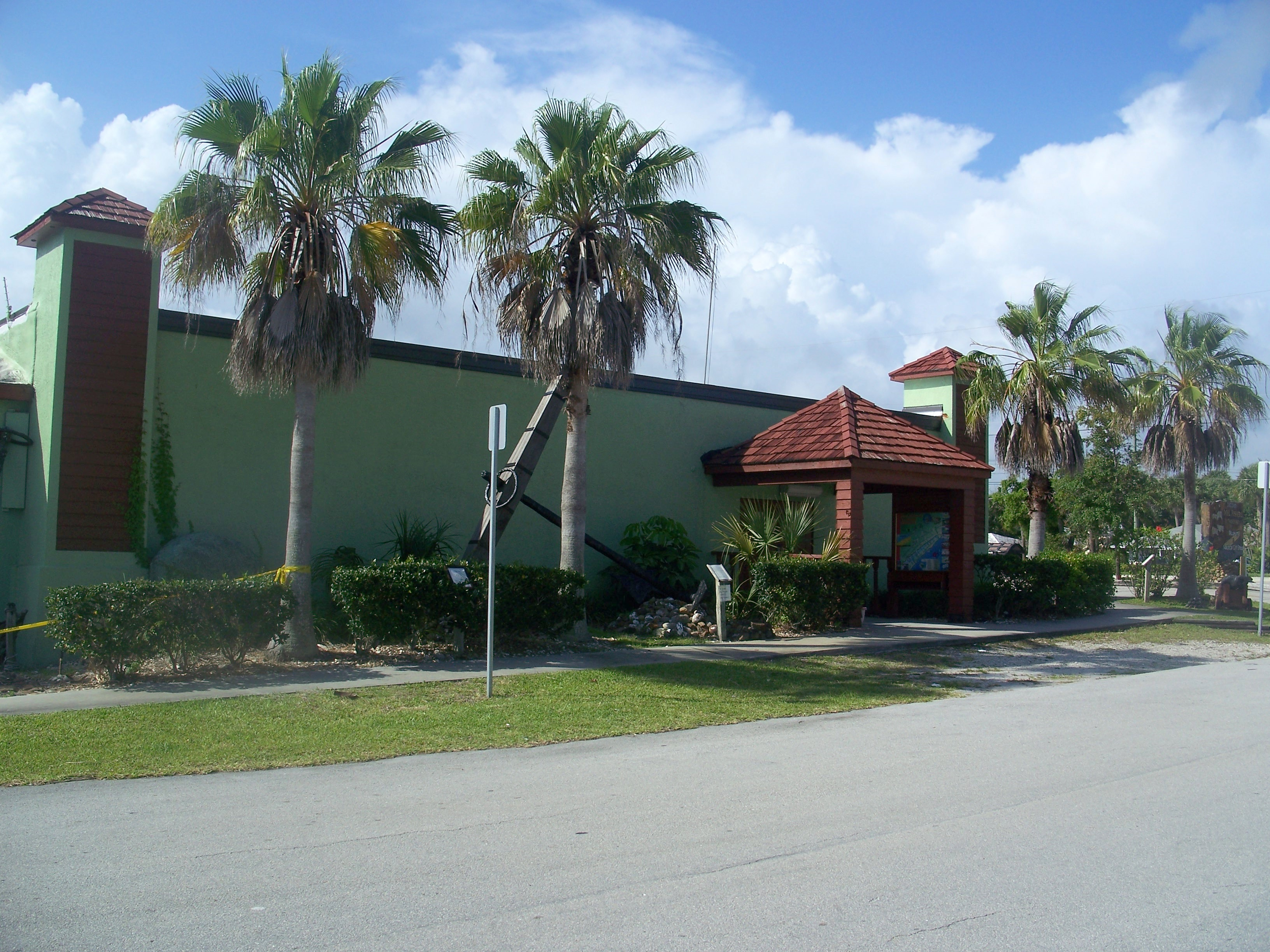
Mel Fisher's Treasure Museum in Sebastian

Ende der 1950er Jahre fand der Bauunternehmer Kip Wagner aus Ohio nach einem Hurrikan eine Silbermünze an einem Strand. Er machte sich auf die Suche, woher diese Münze stammte. Nach jahrelangen Recherchen und aufwändiger Suche entdeckte er die Überreste des spanischen Bergungslagers von 1715 und konnte mit seiner von ihm gegründeten Bergungsfirma Real Eight Corporation vor der Küste die Überreste eines Schatzschiffes finden. 1963 schloss sich Wagner mit Mel Fisher zusammen. Taucher ihrer nun Treasure Salvors genannten Firma bargen Gold, Juwelen, chinesisches Porzellan und die korrodierten Reste von über 150.000 Silbermünzen aus den Wracks vor dem nun Treasure Coast genannten Küstenabschnitt. Nachdem Fisher in den 1970er Jahren seine Schatzsuche nach den Florida Keys verlagerte, wo er nach dem Wrack der Atocha suchte, setzte seine Tochter Taffi Fisher-Abt bis 2010 die Suche an der Treasure Coast fort. Am 24. Juni 2010 übernahm die Firma 1715 Fleet – Queens Jewels die Suche. Bereits 17 Tage später fand sie ein mit Gold- und Silbermünzen gefülltes Kanonenrohr, das die Legende bestätigte, dass selbst die Kanonenrohre zum Schmuggeln von Gold und Silber benutzt wurden. Die Suche nach weiteren Schätzen dauert bis heute an, noch 2013 und 2015 wurden von Tauchern der Firma weitere Schätze der gesunkenen Silberflotte im Wert von mehreren Mio. US-Dollar entdeckt.

## Nachwirkung
Aufgrund der reichen Schatzfunde bezeichnete ein Journalist 1961 den Küstenabschnitt als Treasure Coast; diese Bezeichnung wird heute für die Küstenregion der drei Counties Martin, Indian River und St. Lucie verwendet.
Das Land, wo sich 1715 das Bergungslager der Spanier befand, schenkte der Besitzer Robert McLarty 1971 dem Staat Florida, der dort den Sebastian Inlet State Park mit dem McLarty Treasure Museum gründete. Das Museum befindet sich an der Stelle des ehemaligen spanischen Lagers und präsentiert eine Ausstellung über den Untergang der Silberflotte sowie Artefakte aus den Schiffswracks. Ein Teil der Schatzfunde aus den Wracks der Silberflotte wird in dem 1992 eröffneten Mel Fisher's Treasure Museum in Sebastian präsentiert. Die Reste der Wracks wurden jedoch kaum von Archäologen erforscht, sondern alle von privaten Schatzsuchern aufgespürt. Diese nahmen nur wenig Rücksicht auf die historische Bedeutung der Funde und waren hauptsächlich an verwertbaren Schätzen interessiert. Nur der Fundort des Wracks des Handelsschiffs Urca de Lima wurde 1987 zur ersten Underwater Archaeological Preserve Floridas erklärt.
In dem Film Ein Schatz zum Verlieben findet ein Schatzsucher einen Schatz aus der 1715 gesunkenen Silberflotte.